# Grotte du Pape
La grotte du Pape, située sur la commune de Brassempouy, en Chalosse, dans le département français des Landes, est une grotte à gisement archéologique datant du paléolithique supérieur. Elle doit sa notoriété aux nombreux et exceptionnels objets d'ivoire retrouvés à l'entrée de la cavité : diadèmes, bouchon d'outre, pendeloques, Vénus paléolithiques dont La Poire mise au jour en 1892 et la célèbre Dame de Brassempouy découverte en 1894.

## Situation
Le site se trouve dans le sud du département des Landes, dans la vallée du ruisseau de Pouy, à environ 2 km ouest-sud-ouest du bourg de Brassempouy.

## Description
Ce réseau karstique creusé dans un calcaire éocène (Cénozoïque) par le ruisseau de Pouy, s'ouvre en quatre endroits sur un coteau calcaire. Chacune de ces quatre entrées a été occupée par l'Homme durant le Paléolithique supérieur : on trouve du nord au sud la grotte des Hyènes, la galerie du Mégacéros, l'abri Dubalen et la grotte du Pape.
Le terrain est trop acide pour avoir permis une bonne conservation de matières organiques. Mais des pièces façonnées en os ont cependant été recueillies au moins à la grotte des Hyènes, datant de l'Aurignacien ancien.

## Histoire
La grotte est découverte en avril 1880 à l'occasion de la réfection d'un chemin d’exploitation de carrières. Elle est fouillée une première fois en 1880 et 1881 par l'archéologue Pierre-Eudoxe Dubalen, puis de 1890 à 1892 par Joseph de Laporterie et Albert Léon-Dufour, enfin de 1894 à 1897 par Édouard Piette et J. de Laporterie.
En 1894, Joseph de Laporterie et Édouard Piette mettent au jour la célèbre sculpture dite Dame de Brassempouy,.
Plus récemment, le site est fouillé par Henri Delporte (1981 à 1994), qui s'intéresse aussi à la grotte des Hyènes ; puis par Dominique Buisson (1995-1996), et par Dominique Henry-Gambier et François Bon (entre 1997 et 2004).

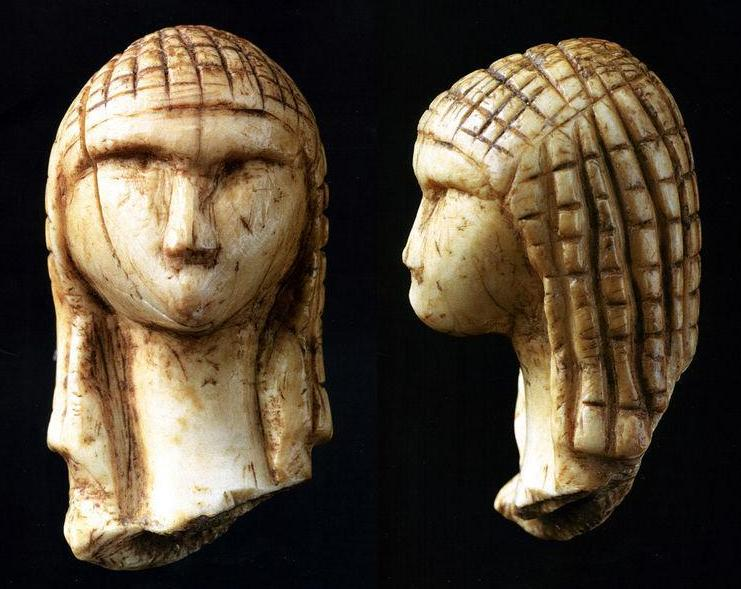
Dame de Brassempouy.

## Stratigraphie
En avant de la grotte du Pape, les fouilles du XIXe siècle révèlent une occupation gravettienne, solutréenne et magdalénienne.
Le Gravettien est représenté par un assemblage de burins de Noailles, de pointes des Vachons et de microvachons, de  pointes à cran, de lamelles à retouche marginale et de lamelles à dos.
Toutes les cavités de Brassempouy sont occupées à l'Aurignacien, mais seule la grotte du Pape a livré des vestiges du Gravettien.
Sur un secteur de fouille de la grotte appelé « l'Avenue », s'étend une couche stratigraphique importante, qui a subi un faible phénomène de glissement mais qui contient un mobilier archéologique constitué de Vénus dont certaines sont terminées et d'autres cassées au cours de la fabrication, ce qui indique la présence d'un atelier de fabrication de ces statuettes.

## Protection
La grotte du Pape est classée au titre des monuments historiques le 13 août 1980. Les grottes préhistoriques du Pouy, en totalité, avec leurs différentes cavités, l'abri Dubalen, la galerie du Mégacéros et la grotte des Hyènes sont inscrites par arrêté du 19 septembre 2013, puis classées par arrêté du 6 mai 2015.